# Focke-Wulf Fw 200 Condor
Фокке-Вульф Fw 200 «Кондор»  (нем. Focke-Wulf Fw 200 Condor) — немецкий 4-моторный дальний многоцелевой самолёт-моноплан периода Второй мировой войны. Созданный как дальний пассажирско-транспортный авиалайнер, он в большей и наиболее известной части своего применения использовался Военно-воздушными силами Германии в качестве самолёта дальней морской разведки и дальнего бомбардировщика.

## Предыстория
В 1924 году на должность главы Управления гражданской авиацией в Министерстве транспорта Германии был назначен капитан Бранденбург, бывший офицер ВВС Германии в Первой мировой войне и протеже Министерства обороны. C этого времени развитие и управление гражданской авиации в Германии оставалось под контролем военных вплоть до 1945 года. С 1933 года проектирование и разработка новых гражданских самолётов в Германии было практически остановлено. Министерство Авиации выделяло средства лишь на те проекты, которые в дальнейшем могли быть адаптированы к бомбардировочной версии. Поэтому на каждую модель удачного гражданского самолёта в Люфтваффе существовал план военного использования. Не избежал этой участи и «Кондор».
В США в конце 1930-х годов авиакомпании должны были начать эксплуатацию четырёхмоторного гражданского самолёта DC-4. Министерство авиации Германии, принимая во внимание обострение конкуренции на международном авиационном рынке услуг и связанную с этим угрозу вытеснения с рынка немецкой компании Lufthansa, решило оказать поддержку программе разработки гражданского самолёта. В 1936 году Министерство авиации объявило конкурс на проектирование нового пассажирского самолёта. Lufthansa и отдел новых проектов министерства разработали техническое задание и передали его представителям авиационной промышленности.
В соответствии с техническим заданием новый самолёт должен был быть скоростным, рассчитанным на перевозку 25 пассажиров и четырёх членов экипажа. В июле 1936 года фирма Focke-Wulf представила предложение с основной информацией по предложенному заданию. Министерство авиации дало разрешение на дальнейшее развитие проекта и постройку двух прототипов, получивших обозначение Focke-Wulf FW-200. В июле 1936 года был заключён контракт с компанией Deutsche Lufthansa, по которому облёт первого прототипа должен был состояться в ноябре 1937 года, а второго — в феврале 1938 года.
Этот самолёт был одним из любимых детищ самого разнопланового авиаконструктора Германии 1930—1940-х годов Курта Вольдемара Танка. Облик и компоновка «Кондора» сложились у него в голове ещё до начала разработки проекта самолёта: весной 1936 года технический директор компании Фокке-Вульф флюгцойгбау Курт Танк в разговоре с председателем правления Люфтганзы сформулировал концепцию 4-моторного лайнера со сравнительно высокой нагрузкой на крыло, способного устойчиво планировать за счёт большого его размаха и тем экономить топливо во время совершения регулярных трансатлантических полётов. Позже это отрицательно сказалось на манёвренности самолёта во время боевых вылетов, но эта концепция полностью соответствовала интересам Люфтганзы.

## Разработка, испытания и производство
В течение лета 1936 года проводились проектирование самолёта и строительство макета фюзеляжа. В середине июля Люфтганза сделала заказ на лайнер, которому Рейхсминистерство авиации присвоило официальное обозначение Fw.200 «Кондор». Хотя оно и было больше, чем следовавшее по порядку нумерации РЛМ, авиаконструктор Танк считал, что оно сможет стать своеобразной торговой маркой самолёта. Обладая хорошо выраженными пропорциями и большим размахом крыла, самолёт действительно напоминал кондора, чьим именем был назван.
На авиационном заводе фирмы в Бремене перестраивали сборочный цех, так как старый был не в состоянии вместить такой большой самолёт. Это стало одной из причин срыва сроков облёта первого прототипа. На первый прототип были установлены американские двигатели Hornet S1EG фирмы Pratt & Whitney так как двигатели BMW-132G не были поставлены в срок. Лётные испытания начались в июле 1937 года, а 6 сентября 1937 года был совершён первый полёт, который прошел без осложнений. В воздух самолёт поднял экипаж, возглавляемый Главным конструктором Куртом Танком. При сборке второго прототипа были учтены замечания по первой машине, а в октябре 1937 года был проведён технический облёт второго прототипа. В ноябре оба прототипа были продемонстрированы публике на аэродроме в Берлине.
Самолёты также опробовали и в дальних перелётах. Летом 1938 года самолёт пролетел по трассе Берлин — Салоники — Каир. Маршрут был пройдён со средней скоростью 304,831 км/ч. Спустя месяц FW-200 беспосадочно перелетел Атлантику. Дальние перелёты привлекли иностранных заказчиков. В марте 1938 года два самолёта в экспортном варианте заказала датская авиакомпания DDL.
Уверенность Танка в своём детище была такова, что сборка трёх опытных самолётов, начавшаяся осенью 1936 года, шла одновременно с подготовкой выпуска девяти предсерийных машин. Первый опытный Fw.200-V1 (D-AERE), названный «Саарланд», полетел 27 июля 1937 года — через 12 месяцев и 11 дней с начала работ, и поднял его в воздух сам Курт Танк.

## Первоначальная конструкция самолёта
Самолёт имел полностью клёпанный фюзеляж-полумонокок из лёгких алюминиевых сплавов и был оснащён четырьмя 9-цилиндровыми двигателями Пратт-Уитни С1Е-G «Хорнет» с классическим звездообразным расположением цилиндров, мощностью 875 л. с. на взлёте. После первых полётов потребовались лишь незначительные изменения в конструкции киля. Довольно скоро полетели V2 (D-AETA «Вестфален») и V3 (D-2600 «Иммельман»-III). Последний стал личным самолётом Адольфа Гитлера. Один из двух оставшихся «Кондоров» был заказан Рейхсминистерством авиации в качестве правительственного самолёта. Второй и третий отличались в основном установкой двигателей BMW 132 (лицензионный «Хорнет»).
Первые «Кондоры» могли нести в комфортных условиях 26 пассажиров на расстояние свыше 3000 км без дополнительных баков. «Кондоры» серии В появились в конце 1939 года, имели улучшенные моторы БМВ, увеличенный запас топлива и дальность полёта до 3560 км, но к этому времени в Европе уже шла война.

## Появление Кондора-разведчика
После рекламных полётов 1938 года поступило несколько заказов на Fw 200 от зарубежных компаний. Самый крупный, на 5 Fw.200B, был получен от японо-маньчжурской авиакомпании Дай Ниппон кабусикигайся в начале 1939 года.
Специальное соглашение к контракту предусматривало поставку одного Fw 200 для Императорского флота Японии в качестве дальнего морского разведчика. Курт Танк решил переделать для этого прототип B-серии Fw.200-V10, но до начала Второй мировой войны это сделать не успели, самолёт остался в Германии и вошёл в состав Люфтваффе. Большая часть его фюзеляжа была занята топливными баками, на полу вертикально монтировались две фотокамеры, а за ними было место фотооператора. Наверху перед крылом была установлена башенка с гидроприводом с 7,92-мм пулемётом MG-15. Такой же пулемёт был на подвижной установке в хвостовой части фюзеляжа. Под фюзеляжем монтировалась короткая гондола, сдвинутая к правому борту. В ней размещался наблюдатель и устанавливался третий пулемёт MG-15 для стрельбы продольно вниз.

## Изменения военного времени
Рейхсминистерство авиации теперь само нуждалось в таком самолёте, и после некоторого усиления несущих элементов фюзеляжа он был принят на вооружение под обозначением Fw 200C. Также на Fw 200C были применены трёхлопастные воздушные винты изменяемого шага, в отличие от двухлопастных на прежних Fw 200, и удлинены мотогондолы. Из-за возросшего веса потребовалась установка сдвоенных колёс главных стоек шасси. Однако первые четыре самолёта серии были по сути переделанными Fw 200B, сборка которых началась ещё до войны: транспортники без вооружения, но с двухколёсными стойками, новыми капотами двигателей и трёхлопастными винтами. Первый из переделанных — Fw 200C-0 — был закончен в январе 1940 года, имел прежнее обозначение D-ASVX «Тюринген» и был принят в состав Люфтваффе (NA+WN). Оставшиеся шесть Fw 200C-0 были закончены с оборонительным вооружением и бомбодержателями на мотогондолах, но без обитаемой гондолы под фюзеляжем. Третий пулемёт MG-15 использовался для стрельбы через люк вниз.
На самолётах новой серии С-1 под фюзеляжем монтировалась гондола наблюдателя, сдвинутая к правому борту. В ней устанавливались 20-мм авиационная автоматическая пушка MG-FF спереди и пулемёт MG-15 сзади. Башенка за кабиной была заменена фонарём с одним MG-15.
Бомбовая нагрузка: в разведывательные полёты Fw 200C-0 и С-1 брали четыре 250 кг бомбы: по одной подвешивалось под внешними гондолами двигателей и ещё две находились под консолями крыла. У варианта С-1 также было предусмотрено размещение в нижней гондоле одной 250 кг «цементной» бомбы, использовавшейся как маркер для корректировки прицела непосредственно перед сбросом фугасных бомб.
Fw 200C имел цельнометаллическое двухлонжеронное крыло из трёх секций. До заднего лонжерона обшивка была металлической, далее тканевая. Двухсекционные элероны занимали две трети размаха консоли, закрылки щелевые. Экипаж обычно состоял из пяти человек: пилота, второго пилота, штурмана-радиста-бомбардира, инженера-стрелка и нижнего стрелка. Для бомбометания с малых высот штурман-бомбардир использовал прицел «Реви».

## Применение гражданских Кондоров
Fw 200 изначально был построен для «Люфтганзы» и хорошо зарекомендовал себя в трансокеанских полётах. Самолёт был дорогой, и в Германии «Люфтганза» никогда не имела больше четырёх действующих машин. Focke-Wulf FW-200 начал регулярные полеты на маршрутах авиакомпании Люфтганза с июня 1938 года. Fw 200A-02 OY-DAM «Дания» и Fw 200A-05 OY-DEM «Ютландия» с июля 1938 года были гордостью датской авиакомпании Det Danske Luftfartselskab, которая использовала их для коммерческих перевозок. Fw 200A «Дания» в апреле 1940 года после захвата Дании был интернирован в лэнсингском аэропорту (Великобритания) и использовался сначала авиакомпанией British Overseas Airways Corporation («BOAC»), а в 1941 году ВВС Великобритании. На Fw 200-V6 из транспортного резерва Люфтваффе в Москву летом 1939 года летал Риббентроп. Последними за границу были поставлены в 1939 году перед самой войной два Fw 200A для дочерней компании «Люфтганзы» в Бразилии Syndicato Condor (Синдикато Кондор), где использовались до 1947 года. Fw.200B-2 (D-ASHH) довелось совершить 14 апреля 1945 года последний плановый рейс «Люфтганзы» по маршруту Барселона — Берлин; через неделю он пропал без вести в окрестностях Мюнхена.

## Применение «Кондоров» в люфтваффе
Война сильно изменила дальнейшее использование гражданских Кондоров. Luftwaffe решила переоборудовать самолёт для выполнения боевых заданий. Задача осложнялась тем, что, в отличие от других немецких самолётов, FW-200 изначально создавался как чисто гражданский самолёт. Была разработана модификация FW-200C, которую можно было использовать в качестве дальнего бомбардировщика и разведчика. 5 мая 1940 года Гитлер лично в приказе 5-му воздушному флоту подчёркивал важность поддержки немецких войск в Нарвике. К этому времени относится первое появление Кондора на фронтах Второй мировой: первые 4 Fw 200C-0 (транспортники без вооружения) были поставлены в К.Gr.z.b.V.105 (боевая группа специального назначения), действовавшую на Норвегию, и благодаря своей дальности действия приняли главную нагрузку по снабжению германского десанта в Нарвике. Там же появились вооружённые Fw 200C-0, из них была сформирована первая эскадрилья для новой бомбардировочной эскадры, I/KG.40, и «Кондоры» впервые были применены в качестве дальнего бомбардировщика для ударов по британо-франко-польско-норвежским войскам и судам. Выяснился и главный эксплуатационный недостаток военного «Кондора»: из-за установки дополнительного оборудования и перегрузок во время выполнения боевых манёвров нагрузка на несущие элементы фюзеляжа распределялась крайне неравномерно, и если в полёте поломок не наблюдалось благодаря удачной общей компоновке, то при приземлении не раз отламывалась часть фюзеляжа сразу за крылом: по этой причине за годы войны было потеряно не менее 8 «Кондоров».

### Взаимодействие с флотом
Летом 1940 года германский флот обратился к авиации за помощью в поиске конвоев и одиночных судов, следовавших в Великобританию, и с начала августа в его интересах стали действовать около 15 He 111 и 6-8 Fw 200 морской группы «Запад»; Fw 200C действовали из района Бордо. Работы по специализированному He 177 зашли в тупик, и «Кондор» утвердился в роли дальнего разведчика-бомбардировщика. Британский торговый флот в это время был совсем не приспособлен для борьбы с авиацией, и тоннаж потопленных «Кондорами» судов на 9 февраля 1941 года уже составлял 363 000 брутто-регистровых тонн. «Кондоры» обычно пересекали Бискайский залив, по дуге огибали Британские острова, атакуя по пути обнаруженные суда, и приземлялись на базе в Тронхейме или в Ставангере в Норвегии. Они успели поучаствовать в ночных налётах на район Ливерпуля. Наиболее заметным успехом было обнаружение и бомбежка 42 348-тонного лайнера «Эмпресс оф Британия», принадлежавшего «Канадиен Пасифик» 26 октября 1940 года в 120 км от Донегал-Бей; через два дня он был добит подводной лодкой U-32. Черчилль назвал Fw 200 «бедствием Атлантики».
В марте 1941 года было образовано авиационное командование «Атлантика», которому передали I/KG.40 c «Кондорами». Из штатной численности в 21, а к июню в 30 машин боеспособными, как правило, были 6—8. Остальные были в ремонте: гражданское происхождение самолёта делало его слишком уязвимым для перегрузок и огня зенитного оружия. Эффективность ПВО транспортных судов союзников постоянно возрастала, появились суда с катапультируемыми истребителями (CAM ships). Хотя с появлением летом 1941 года версии Fw 200C-3 вооружение самолёта усилилось (добавилось 2 пулемёта MG-15 по бокам фюзеляжа), из-за своей уязвимости и тихоходности он с трудом мог противостоять даже тяжёлым специализированным патрульным самолётам американского производства PB4Y, в то же время появившимся у Командования береговой авиацией ВВС Великобритании. Гибельной для «Кондоров» стала встреча 20 сентября 1941 года с первым британским эскортным авианосцем «Одесити», когда было потеряно сразу три или четыре «Кондора». В результате экипажи «Кондоров» получили указание не атаковать конвои или использовать облачность во время атаки, если та была абсолютно необходима. При любом повреждении предписывалось немедленно возвращаться на базу, не подвергая опасности дорогостоящую машину. Бомбометание в ясную погоду с высоты меньше 3000 м стало категорически запрещено, и начиная с версии Fw 200C3/U2 стал устанавливаться бомбоприцел «Лотфе»-7D, который значительно повысил точность бомбометания с высоты 3000—4000 м, но из-за несовместимости по габаритам нижняя 20-мм пушка была заменена на пулемёт MG-131. Основной задачей «Кондоров» стало обнаружение конвоев союзников для наведения на них подводных лодок. Взаимодействие обеспечивалось флаг-офицером подводных сил в Лорьяне, но прямой связи между самолётом и подводными лодками не было, чтобы не давать пеленг. Авиационное командование «Атлантика» нередко жаловалось, что «Кондоры» обнаруживали конвои, сообщали о них и продолжали следовать за ними в течение долгого времени, однако подводные лодки конвой не атаковали. Впоследствии выяснялось, что подводных лодок в этом районе не было, о чём вице-адмирал Дёниц «забывал» сообщить.
К декабрю 1941 года группа III/KG.40, летавшая на He 111, начала переходить на Fw 200C-3, поскольку удары авиации по судам недалеко от британского побережья стали обходиться слишком дорого, и применение «Кондора» в качестве ударного самолёта возобновилось.
В то время как бискайские Fw 200 действовали в основном по судам союзников, их собратья в Тронхейме обычно вели разведку. Типичный маршрут пролегал из Тронхейма до северо-восточного побережья Исландии или до острова Ян-Майен, после чего самолёты возвращались на базу, либо следовали до точки в 40 милях от побережья Гренландии и назад.
4 июля 1942 года 25 Fw 200C из переведённой в Норвегию I/KG.40 атаковали в арктических водах следовавший в СССР конвой PQ-17: два судна были потоплены и два повреждены.

### Появление локаторов
В феврале 1942 года в производство поступил Fw 200С-4, оборудованный локаторами и новым связным оборудованием, который стал самым многочисленным вариантом «Кондора». Первые Fw.200С-4 были оснащены поисковым локатором FuG 217 «Росток» с антеннами на носу. Вскоре самолёты стали оснащаться новым, более точным локатором FuG 200 «Хоэнтвиль», который обеспечивал и слепое бомбометание. На штабные машины ставились оба.

### «Кондоры» на Восточном фронте
В конце 1942 года часть «Кондоров» была переброшена на Средиземное море для транспортных операций, а в январе 1943 года почти все оставшиеся «Кондоры» были переведены на Восточный фронт для снабжения окружённой немецкой группировки в Сталинграде и составили так называемое «специальное предприятие „Сталинград“» или К.Gr.z.b.V.200. Сначала «Кондоры» садились на аэродром на окраине Сталинграда, но по мере сужения кольца окружения перешли к сбросу грузов на парашютах. 18 января 1943 года группа была переведена из Сталино в Запорожье, откуда продолжала сброс грузов почти до капитуляции 6-й немецкой армии. Затем было решено, что самолёт слишком ценен для решения таких задач. В течение пяти дней «Кондоры» бомбили железнодорожные пути в районе Сталинграда, после чего оставшиеся были выведены в Берлин, где из них сформировали 8./KG.40 (1-я и 3-я эскадрильи тем временем были вновь сформированы на Не.177).
Один Fw 200C-3 (F8+GW, W.Nr.0034) был захвачен советскими войсками в Сталинграде и впоследствии исследовался в НИИ ВВС РККА.

### Возвращение в Атлантику
В течение 1943 года в качестве дальнего морского разведчика «Кондоры» постепенно замещались Ju 290 и стали использоваться только для атаки транспортов. После обнаружения судов союзников стартовали минимум четыре «Кондора». Самолёты обычно летели низко в плотном строю до определённой точки роспуска, вроде мыса Ортегаль, за ним шли фронтом с интервалом 40—50 км. Каждая машина периодически поднималась метров на 500, делая широкий круг и ведя поиск цели локатором «Хоэнтвиль», после чего снова ложилась на генеральный курс. Первый «Кондор», обнаруживший конвой, сообщал об этом другим самолётам. В конце года появились Fw 200С-8, построенные специально в качестве носителей управляемых ракет Хеншель Hs 293А. Перед этим для этого были приспособлены несколько Fw 200С-3/U1 и U2, получив наименование С-6: они оснащались парой Hs-293 на специальных креплениях под внешними гондолами двигателей. Fw 200С-6 из состава III/KG.40 впервые совершили боевой вылет 28 декабря 1943 года, один из четырёх «Кондоров» был оснащён двумя ракетами Hs-293А и был сбит патрульным «Сандерлэндом» раньше, чем встретился с целью. Несколько последних «Кондоров» С-8 были выпущены в качестве специализированных носителей Hs-293 в январе — феврале 1944 года и имели удлинённые гондолы внешних двигателей. К этому времени дни «Кондоров» как противокорабельных самолётов были сочтены. С потерей баз в Бискайском заливе одна из эскадрилий III/KG.40 была переведена в Норвегию, а остальные выведены в Германию.

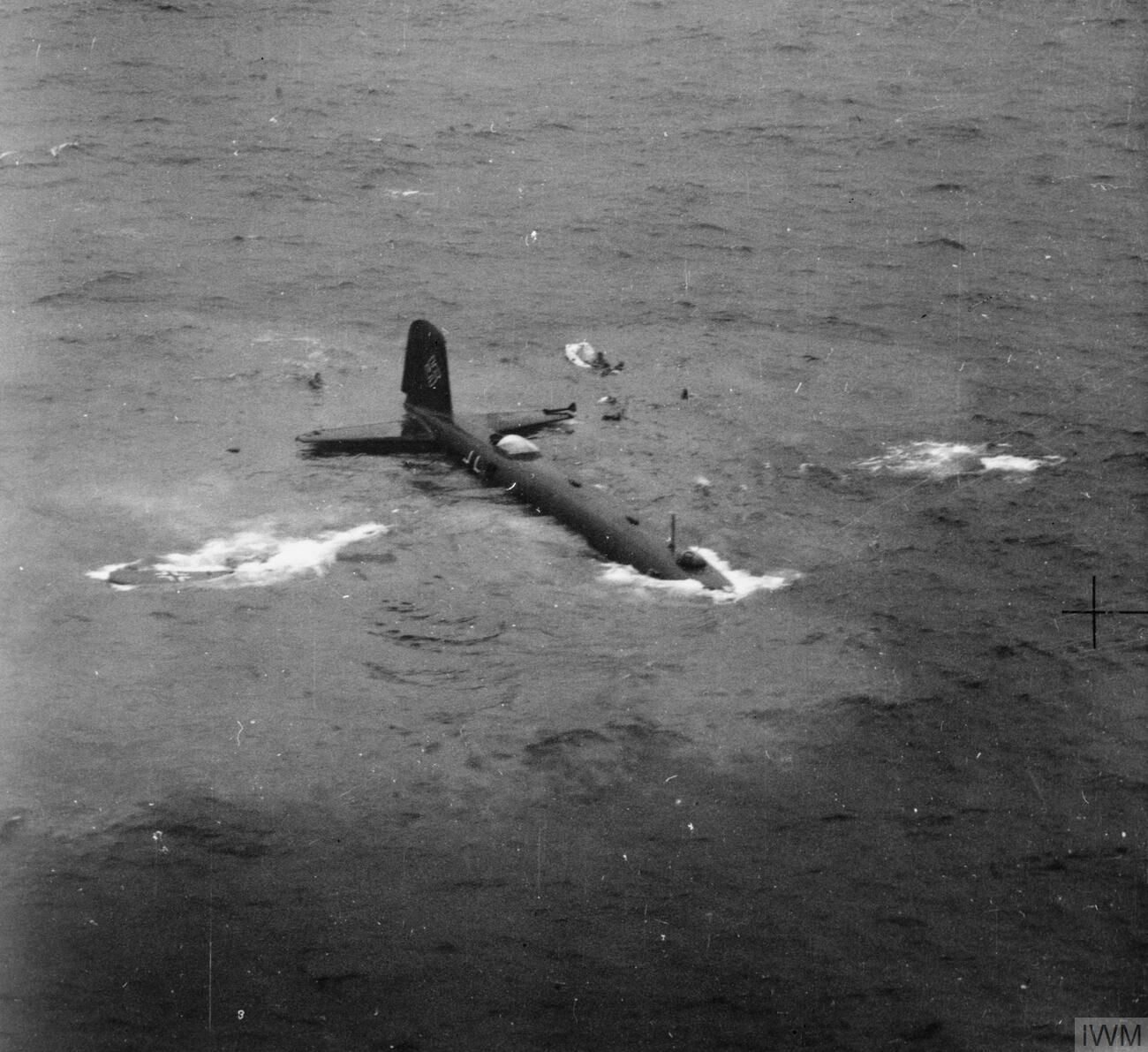
Сбитый Fw 200

### Возврат к изначальному назначению
С середины 1944 года «Кондоры» всё больше использовались, и вполне успешно, для транспортных операций. Два специализированных транспортных «Кондора» были закончены ещё в 1942 году. Это были Fw 200С-4/U1 и Fw 200С-4/U2. На них монтировалась короткая нижняя гондола. В верхней передней башне Fw-19 и в верхней задней Fw-20 монтировались пулемёты MG-15; такие же пулемёты стояли в носовой и в задней части нижней гондолы. Самолёты отличались от остальных только установкой пассажирских кресел. На первом самолёте стояло 11 кресел, на втором — 14. Fw 200С-4/U1 использовался Гитлером, Гиммлером и Дёницем. После расформирования осенью 1944 года KG.40 «Кондоры» были в декабре переведены в 5-ю транспортную эскадрилью. Позже их перевели в Вену, в состав командования «Зюд-Ост».
В 1945—1946 годах один трофейный «Кондор» использовался ВВС Великобритании и три полярной авиацией СССР (бортовые коды СССР-Н400, СССР-Н401, СССР-Н500 (сер. № 0199, бывший нем. код TA+MA)), последний был потерян 23 апреля 1950 года в аварии в аэропорту Якутска.
Fw 200 V3 использовался Люфтваффе, как личный самолёт Гитлера. Он имел собственное имя «Immelman III» и трижды менял схему окраски. Fw 200C-4/U1 был личным самолётом Генриха Гиммлера.

## Последний Кондор
Несколько повреждённых «Кондоров» в течение войны совершили вынужденную посадку в Испании. 4 из них были выкуплены испанским правительством у Германии, из которых 3 пошли на запчасти к одному наиболее пригодному для полётов «Кондору». Он использовался до 1950 года, когда из-за неисправностей и отсутствия запчастей был отправлен на слом.

## Конструкция
Focke-Wulf FW-200 — цельнометаллический свободнонесущий низкоплан с четырьмя поршневыми двигателями и убирающимся шасси.
- Фюзеляж — выполнен по схеме усиленного монокока с продольными стрингерами и работающей цельнометаллической обшивкой. В передней части фюзеляжа находились: кабина экипажа, рассчитанная на четыре человека (два пилота, радист и бортмеханик). Полностью застекленная носовая часть фюзеляжа обеспечивала экипажу хороший обзор во все стороны. Снизу носовой части расположен отсек для убирания передней стойки шасси. Позади кабины экипажа пассажирский салон, разделенный на две части — переднюю на девять пассажиров и заднюю на семнадцать. В каждом ряду было установлено по три кресла — два с левого ряда и одно с правого с проходом между ними. Над креслами полки для ручной клади. Позади пассажирского салона туалет и багажное отделение. Входная дверь в задней части салона по левому борту[4].
- Крыло — свободнонесущее цельнометаллическое низкорасположенное. Состоит из прямоугольного центроплана и двух отъёмных консолей. Центроплан с постоянной толщиной профиля жестко состыкован с фюзеляжем, стык закрыт обтекателем. Консоли крыла трапециевидные в плане установлены с небольшим поперечным V к центроплану. Обшивка консолей до заднего лонжерона металлическая, далее полотняная. Две трети размаха консолей занимают двухсекционные элероны. Поверхность крыла гладкая, обшивка крепится к каркасу потайной клепкой[4].
- Хвостовое оперение — классическое однокилевое. Конструкция киля и стабилизатора аналогична — двухлонжеронная конструкция с дюралевой обшивкой и легкосъемными носками. Носки киля и стабилизатора оборудованы пневматической противообледенительной системой. Рули высоты оборудованы флетнерами, на левом руле установлен триммер с электромеханическим приводом. Конструкция руля направления аналогична конструкции рулей высоты[4].
- Шасси — двухопорное с хвостовым колесом, убираемое. Амортизация стоек гидравлическая. Колеса на основных стойках одинарные, с двухсторонними тормозами колодочного типа. Шины низкого давления. Основные стойки убираются вперед по полету в гондолы внутренних двигателей. Уборка и выпуск шасси производится с помощью гидросистемы. Возможен выпуск шасси под собственным весом и напором воздуха[4].
- Силовая установка — четыре поршневых 9-цилиндровых звездообразных двигателя воздушного охлаждения BMW-Bramo 323 R-2 мощностью 1000 л. с. каждый. Двигатели устанавливались в мотогондолы, закрепленные на крыле и закрывались капотами. Воздушные винты металлические трехлопастные изменяемого шага. Шаг винта изменялся при помощи электромотора[4].

## Модификации
Fw 200A(Fw 200V)
авиалайнер — установочная серия. Пять самолётов этой серии были переданы авиакомпании Lufthansa.
Fw 200-S-1
доработаный для перелёта Берлин — Токио Fw 200-V-1 «Brandenburg»
Fw 200V10
прототип дальнего разведчика
Fw 200B-1
транспортный самолёт с двигателями BMW 132Dc, мощностью 850 л. с. в единственном экземпляре
Fw 200B-2
транспортный самолёт с двигателями BMW 132H, мощностью 850 л. с., выпущено 3 шт.
Fw 200C-0
партия из 10 переделанных самолётов серии В с усиленным фюзеляжем: первые 4 были невооружёнными транспортниками, следующие 6 были вооружены оборонительными установками с тремя 7,92 мм пулеметами MG-15.
Fw 200C-1
дальний разведчик/бомбардировщик с подфюзеляжной гондолой, усиленным оборонительным вооружением и возможностью внутренной подвески четырёх бомб калибра 250 кг.
Fw 200C-2
модификация на базе C-1 с улучшенными мотогондолами, с дополнительной наружной подвеской, позволяющей нести две бомбы по 250 кг или два 300-литровых топливных бака.
Fw 200C-3
усилены крылья и фюзеляж, добавились 2 пулемёта MG-15 по бокам и стрелок; двигатели Bramo 323 R-2
Fw 200C-3/U1
пулемёт наверху спереди заменён на пушку MG-151 и установлена турель с пушкой калибра 15 мм.
Fw 200C-3/U2
новый бомбоприцел Лотфе-7D, нижняя пушка заменена пулемётом MG-131, наверх спереди вместо пушки вернулась башенка Fw-19 c пулемётом MG-15
Fw 200C-3/U3
двумя пулемётами сверху стали MG-131, спереди в башенке EDL-131
Fw 200C-3/U4
увеличены баки, добавлен стрелок; все пулемёты стали MG-131, спереди опять в башенке Fw-19
Fw 200C-4
модификация аналогичная С-3 с радаром «Росток», а затем «Хоэнтвиль»
Fw 200C-4/U1 (Werk-Nr 137)
скоростной транспортный самолёт с укороченной гондолой и без бомбоотсека, построен в 1 экземпляре для верхушки Рейха.
Fw 200C-4/U2 (Werk-Nr 138)
скоростной транспортный самолёт аналогичный C-4/U1 с салоном на 14 пассажиров, построен один самолёт.
Fw 200C-6
приспособленные для несения противокорабельных ракет Хеншель Hs 293 C-3/U1 и C-3/U2. Самолёт был оснащен радаром и системой управления.
Fw 200C-8
специализированные носители ракет Хеншель Hs 293

## Производство
Серийный выпуск был начат осенью 1936 года и продолжался до конца 1943 года. Выпускались эти самолёты на заводах Focke-Wulf Flugzeugbau AG GmbH в Бремене и Котбусе, а с 1941 года, после авиаударов по последним, также и на предприятии в гамбургском районе Финкенвердер, которое принадлежало верфи Blohm & Voss.
Выпуск по годам:
- 1937 — 2
- 1938 — 5
- 1939 — 6
- 1940 — 42
- 1941 — 52
- 1942 — 93
- 1943 — 76

В общей сложности было изготовлено 276 «Кондоров» основное количество — 263 самолёта, были военной модификации Fw 200 C.

## Эксплуатанты
Германия
- Deutsche Luft Hansa: всего 9 самолётов
- Люфтваффе: KG40, F.d.F.

 Дания
- DDL: 2 самолёта, Fw 200 A-02 (Wr.Nr 2894) OY-DAM Dania (интернирован) и A-05 (Wr.Nr 2993) OY-DEM Jutlandia (эксплуатировался до аварии в 1946 г, списан в 1947.)

 Великобритания
- BOAC: 1 самолёт, интернированный датский OY-DAM Dania, в BOAC G-AGAY, позже передан в ВВС
- Royal Air Force: бывшая машина DDL/BOAC, DX117, в июле 1941 серьёзно повреждён и не восстанавливался, также послевоенные трофейные, в частности, GC-AE

 Бразилия
- Syndicato Condor — Serviços Aéreos Condor: летом 1939 года получены 2 самолёта (A 08 PP-CBI Abaitará, бывший немецкий D-AXFO Pommern и A 07 D-ASBK (Wr.Nr 2995) PP-CBJ Arumani
- Cruzeiro do Sul (переименованная в 1943 году компания «Синдикат Кондор»)

 Франкистская Испания
- ВВС франкистской Испании: 4 машины из числа приземлявшихся в Испании были интернированы, затем выкуплены; 1 самолёт (C4/U3, T4-2) эксплуатировался до 1950 г., а остальные разбирались на запчасти.

 СССР
- (трофейные)

## Аварии и катастрофы
- 6 декабря 1938 года Fw 200 компании Lufthansa (D-ACON Brandenburg) во время выполнения начатого 28 ноября рекламного перелёта Берлин — Басра — Карачи — Ханой — Токио упал в воды залива близ Манилы (Филиппины), предположительно из-за потери мощности в результате повреждения бензопровода.[10] На борту находились 6 человек, никто не погиб.
- 27 сентября 1944 года Fw 200 компании Lufthansa (D-AHML) был сбит истребителем английских ВВС и упал близ Дижона, Франция; 9 человек, бывших на борту, погибли.
- 11 октября 1944 года у самолёта Fw 200C-4 (F8+ES, Wr.Nr. 0163) из 8./KG 40 Люфтваффе, выполнявшего рейс Банак — Каамаанен — Тронхейм-Вернес, во время полёта в районе Лаванген оторвался хвост, в результате чего погибли все 5 членов экипажа и 46 пассажиров, находившихся на борту[11].
- 29 ноября 1944 года Fw 200 компании Lufthansa (D-ARHW Friesland) по ошибке сбит немецким патрульным судном и разбился у Måkläppen, Швеция, погибло 10 человек.
- 21 апреля 1945 года Fw 200KB-1 компании Lufthansa (D-ASHH Hessen), упал близ Пизенкофена; погибли все находившиеся на борту (21 человек). Эта катастрофа считается самой масштабной из случавшихся с Fw 200.
- 4 сентября 1946 года Fw 200A-5 Датских авиалиний (DDL) OY-DEM Jutlandia, потерпел аварию во время посадки при сильном боковом ветре в аэропорту Нортхолт[англ.]; пострадавших не было, самолёт списан.
- 13 декабря 1946 года Fw 200C Авиаарктика (СССР-Н400) экипажа М. А. Титлова из-за отказа двух двигателей произвёл вынужденную посадку в районе Байдарацкой губы; все 21 человек на борту уцелели, самолёт списан.
- 8 марта 1947 года в аэропорту Сантос-Дюмон в Fw 200A-0 бразильской компании Cruzeiro do Sul (PP-CBI) врезался приземлявшийся Douglas DC-3 компании Panair do Brasil, жертв не было, однако пришедший в негодность Fw 200 был списан.
- 23 апреля 1950 года Fw 200C-4 Авиаарктика (СССР-Н500) экипажа Ф .А. Шатрова, во время посадки при сильном боковом ветре выкатился за взлётную полосу и разбился в аэропорту Якутска; пострадавших из 9 человек на борту не было, самолёт списан.

## Уцелевшие Кондоры сегодня

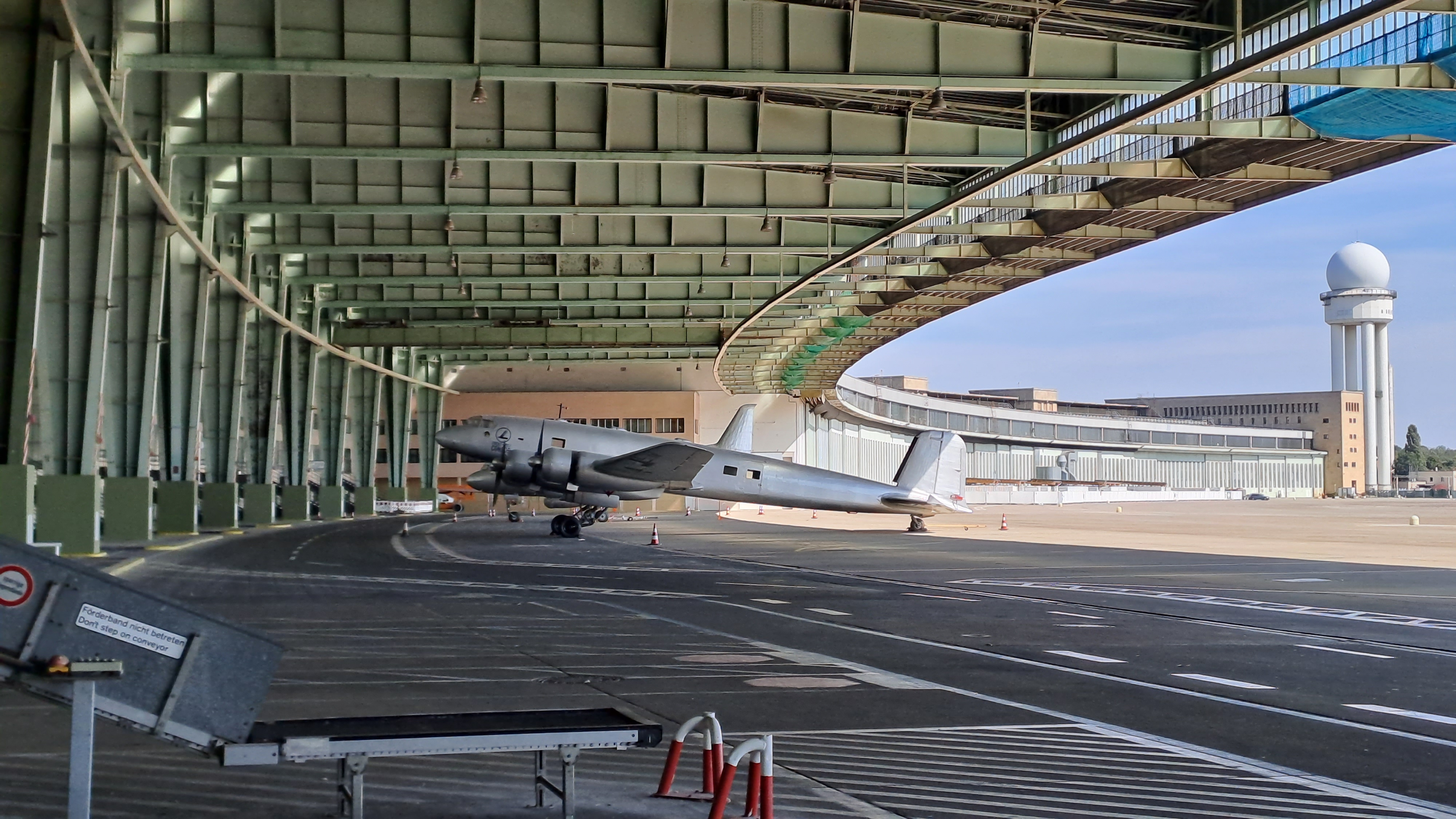
Восстановленный FW 200 в аэропорту Темпельхоф

На сегодняшний день существует лишь один полностью реконструированный Fw 200, для восстановления которого использовались элементы двух разных самолётов, разбившихся в Норвегии во время Второй мировой войны. 22 февраля 1942 году борт с заводским номером 0063 и тактическим F8+BR совершил вынужденную посадку на воду Тронхеймс-фьорда и затонул на глубине около 60 метров. Сохранившиеся обломки были подняты со дня 26 мая 1999 года, после чего были превезены на завод Airbus в Бремене для восстановления, которое продолжалось в течение последующих 22 лет. Левая консоль крыла и некоторые компоненты меньшего размера были взяты от борта с заводским номером 0140 и тактическим F8+AK, разбившегося возле горы Квитануси на территории норвежской коммуны Восс 27 декабря 1942 года. Поначалу местные жители отказались передать музею эти элементы, считая их памятником войны, но в 2008 году был достигнут компромисс. В 2009 году обломки были сняты с горы с помощью вертолёта и затем переправлены в Бремен. Самолёт был полностью восстановлен в июне 2021 года. После восстановления он был в разобранном состоянии переправлен в Берлин, где хранится в качестве экспоната в ангаре №7 на территории бывшего аэропорта Темпельхоф.

## Тактико-технические характеристики
- Источники данных: «Крылья люфтваффе» Фокке-Вульф Fw.200, J. C. Salgado " Focke-Wulf Fw 200 «Condor»

### Fw 200-V-1 «Brandenburg»
- Тип — дальний авиалайнер
- Экипаж: 4 человека
- Длина: 23,85 м
- Размах крыла: 32,84 м
- Высота: 6 м
- Площадь крыла: 118 м²
- Масса пустого: 9788 кг
- Нормальная взлётная масса: 14 582 кг
- Двигатели: 4 × радиальных БМВ-132Л мощностью 750 л. с.
- Пропеллеры: двухлопастные
- Крейсерская скорость: 330 км/ч
- Вместимость: 26 пассажиров
- Нормальная дальность полёта: свыше 3000 км с 4360 л топлива

### Fw 200C-3/U4
- Тип — дальний морской разведчик/бомбардировщик
- Экипаж: 7 человек
- Длина: 23,46 м
- Размах крыла: 32,84 м
- Высота: 6,3 м
- Площадь крыла: 118 м²
- Масса пустого: 12 960 кг
- Максимальная взлётная масса: 22 720 кг
- Двигатели: 4 × радиальных 9-цилиндровых Брамо-323К-2 Фафнир мощностью 1200 л.с .на взлёте с впрыском водно-спиртовой смеси, 1000 л. с. у земли без форсажа и 940 л. с. на высоте 4000 м
- Пропеллеры: трёхлопастные
- Максимальная скорость:
  - на высоте 4800м: 360 км/ч
  - у земли: 306 км/ч
- Крейсерская скорость:
  - на высоте 4000м: 332 км/ч
  - у земли: 275 км/ч
- Дальность полёта на наивыгоднейшей скорости:
  - 3536 км с 8050 л топлива
  - 4400 км с 9950 л топлива
- Практический потолок: 5800 м

 Вооружение 
- Стрелково-пушечное:
  - 2 × 7,92-мм пулемёта MG-15 с 1000 патронами каждый — в башне с гидроприводом Fw-19 в передней части фюзеляжа и в задней части гондолы
  - 3 × 13 мм пулемета MG-131 — один с 500 патронами на верхней задней установке и два с 300 патронами на ствол в боковых окнах
  - 1 × 20 мм пушка MG-151 с 500 снарядами на подвижной установке в носу нижней гондолы
- Бомбовое:
  - до 2100 кг бомб в комбинации 2 × 500 кг, 2 × 250 кг и 12 × 50 кг
- Поисковое оборудование: локатор целеуказания «Хоэнтвиль»

## Сравнение с другими аналогичными самолётами
| Название                      | Пе-8                                                  | Boeing B-17 Flying Fortress  | Piaggio P.108                                       | Handley Page Halifax                   | Vickers Wellington          | Short Stirling            | Focke-Wulf Fw 200 Condor                            |
| ----------------------------- | ----------------------------------------------------- | ---------------------------- | --------------------------------------------------- | -------------------------------------- | --------------------------- | ------------------------- | --------------------------------------------------- |
| Фото                          |                                                       |                              |                                                     |                                        |                             |                           |                                                     |
| Страна                        | Союз Советских Социалистических Республик             | Соединённые Штаты Америки    | Италия                                              | Великобритания                         | Великобритания              | Великобритания            | Нацистская Германия                                 |
| Производитель                 | КАПО                                                  | Boeing Vega Douglas          | Piaggio                                             | Handley Page                           | Vickers-Armstrongs          | Short Brothers            | Focke-Wulf Flugzeugbau GmbH                         |
| Длина                         | 23,59 м                                               | 22,66 м                      | 22,92 м                                             | 21,86 м                                | 19,68 м                     | 26,6 м                    | 23,46 м                                             |
| Размах крыла                  | 39,13 м                                               | 31,62 м                      | 32,0 м                                              | 30,18 м (31,75 м)                      | 26,26 м                     | 30,2 м                    | 32,84 м                                             |
| Площадь крыла                 | 188,6 м²                                              | 131,92 м²                    | 135,34 м²                                           | 116,13 м² (118,45 м²)                  | 78,04 м²                    | 135,64 м²                 | 118 м²                                              |
| Масса пустого                 | 19 986 кг                                             | 16 391 кг                    | 17 320 кг                                           | 17 345 кг                              | 8417 кг                     |                           | 12 960 кг                                           |
| Боевая нагрузка               | 5000 кг                                               | 2300 кг                      | 3500 кг                                             | 5897 кг                                | 2041 кг                     | 6350 кг                   | 2100кг                                              |
| Максимальная взлётная масса   | 35 000 кг                                             | 29 710 кг                    | 29 500 кг                                           | 29 710 кг                              | 12 927 кг                   | 31 751 кг                 | 22 720 кг                                           |
| Двигатель                     | 4×V-12 АМ-35А                                         | 4×Wright R-1820-97 «Cyclone» | 4xPiaggio P.XII RC.35                               | 4×Bristol Hercules XVI                 | 2×Bristol Pegasus Mk. XVIII | 4×Bristol Hercules XI     | 4×Брамо-323К-2 Фафнир                               |
| Максимальная тяга             | 4×1350 л. с. (4×1000 кВт)                             | 4×1200 л. с.                 | 4×1500 л. с. (4×1120 кВт)                           | 4×1615 л. с. (4×1205 кВт)              | 2×1050 л. с. (2×783 кВт)    | 4×1590 л. с. (4×1186 кВт) | 4×1200 л. с.                                        |
| Максимальная скорость         | 443 км/ч                                              | 516 км/ч                     | 413 км/ч                                            | 454 км/ч                               | 378 км/ч                    | 418 км/ч                  | 360 км/ч                                            |
| Крейсерская скорость          | 400 км/ч                                              | 400 км/ч                     | 376 км/ч                                            | 346 км/ч                               |                             | 346 км/ч                  | 332 км/ч                                            |
| Боевой радиус                 | 3600 км                                               | 3219 км                      | 3520 км                                             | 1658 км                                | 2905 км                     | 1191 км                   | 3536 км                                             |
| Практический потолок          | 9300 м                                                | 10 850 м                     | 8500 м                                              | 7315 м                                 | 5486 м                      | 5030 м                    | 5800 м                                              |
| Скороподъёмность              | 5,9 м/с                                               | 4,6 м/с                      | н/д                                                 | 4,88 м/с                               | 5,34 м/с                    | 1,82 м/с                  | н/д                                                 |
| Тяговооружённость             | 140 Вт/кг                                             | 150 Вт/кг                    | н/д                                                 | 195 Вт/кг                              | 130 Вт/кг                   | 176 Вт/кг                 | н/д                                                 |
| Стрелково-пушечное вооружение | 2×20 мм пушки; 2×12,7 мм пулемёты; 2×7,62 мм пулемёта | 12×12,7 мм                   | 5×12,7 мм пулемёт Breda-SAFAT; 2×7,7 мм Breda-SAFAT | 1×7,7 мм пулемёт; 2×4×7,7 мм пулемётов | 6-8 пулемётов               | 8×7,7 мм пулемётов        | 2×7,92-мм пулемёта; 3×13 мм пулемёта; 1×20 мм пушка |